# 徐平 (1960年)
徐平（1960年8月—），男，山东淄博人，中华人民共和国政治人物，曾任应急管理部森林消防局局长（副部长级），现任国家消防救援局政治委员，消防救援副总监衔。1978年4月加入中国共产党，1976年12月参加工作。解放军炮兵指挥学院高炮军事指挥专业、中央党校政治学理论专业毕业，在职研究生学历。

## 生平
徐平早年在高炮第六十一师、三十八集团军服役，曾任中国人民武装警察部队北京市总队副司令员。2015年7月，晋升武警少将警衔。2015年9月3日，在纪念抗战胜利70周年阅兵中，担任武警部队抗战英模方队领队。
2018年9月，徐平转任应急管理部森林消防局司令员。2018年11月，国务院授予其消防救援副总监衔。
2023年1月，任国家消防救援局政治委员。2024年1月退休。